# Formaldehydabspalter
Formaldehydabspalter (auch Formaldehyddepotstoffe) sind chemische Verbindungen, die mikrobizid wirksames Formaldehyd freisetzen, jedoch weniger flüchtig und geruchsintensiv als dieses sind. Da sie über einen längeren Zeitraum hinweg geringe Konzentrationen an Formaldehyd freigeben können, gewährleisten sie einen wesentlich längeren Wirkungszeitraum.
O-Formale sind Halbacetale des Formaldehyds. Sie entfalten aufgrund ihrer Instabilität schnell ihre biozide Wirkung (zum Beispiel Halbformale des Benzylalkohols). N-Formale sind Halbaminale des Formaldehyds, die bei ihrem Zerfall außer Formaldehyd auch Amine freisetzen und so einen durch Keime gesenkten PH-Wert wieder erhöhen (etwa Hexahydrotriazine, Morpholin- oder Oxazolidin-Derivate).
Kühlschmierstoffe können Formaldehyddepotstoffe enthalten. Für die Einstufung und Kennzeichnung des konservierten wassergemischten Kühlschmierstoffes sind die Gehalte an Formaldehyd zu berechnen und zu addieren. Alternativ kann die Gesamtformaldehyd-Konzentration analytisch ermittelt werden.
In vielen Kosmetika werden Formaldehydabspalter als Konservierungsmittel eingesetzt. Häufige Verbindungen sind Imidazolidinylharnstoff, Diazolidinylharnstoff, DMDM-Hydantoin und MDM-Hydantoin. Bronopol und Bronidox setzen bei Gebrauch kaum Formaldehyd frei und haben einen anderen Wirkmechanismus.
Im industriellen Bereich werden Benzylhemiformal, 1,6-Dihydroxy-2,5-dioxahexan, Methylolharnstoff, 7-Ethylbicyclooxazolidin, Methenamin, Paraformaldehyd, Tris(hydroxymethyl)nitromethan und andere Verbindungen verwendet.